# 장흥 구룡리 마애여래좌상
장흥 구룡리 마애여래좌상(長興 九龍里 磨崖如來坐像)은 대한민국 전라남도 장흥군 부산면에 있는 고려시대의 마애불이다. 1998년 2월 5일 전라남도의 유형문화재 제193호로 지정되었다.

## 개요
전라남도 장흥군 부산면 구룡리 자미 마을 뒤편 높이 20m가량 되는 병풍 바위에 새긴 마애불이다. 지상에서 약 6m 높이에 선으로 새겨 표현하였는데, 바위면이 평평하지 않아 전체 윤곽을 파악하기 힘들다.
민머리의 정수리 부근에는 상투 모양의 머리묶음이 높이 솟아 있고, 얼굴에는 콧등만이 유난히 돌출되어 있어 인상적이다. 옷은 양 어깨에 걸치고 있는데 무릎 밑으로 옷주름이 흘러 내려와 있다. 아랫부분으로 내려오면서 마모가 심해 정확한 윤곽을 알 수 없다. 오른손은 손등을 보이며 손끝이 땅을 향하게 하고 있고, 왼손은 손바닥을 위로 한 채 무릎 위에 얹혀 있다.
이 마애불은 고려시대의 원감국사 충지(1226∼1292)를 새긴 것으로 전해진다. 충지는 바로 이 고장 출신으로 과거에 급제한 후 출가하였으며, 당시 일본과 원나라를 다녀온 적도 있다.『원감국사집』에 의하면 장흥군 부산면 구룡리에 국사의 업적을 기리기 위해 바위면에 국사의 상을 조각했다 한다. 충지가 입적한 후 그를 따르는 문하생들이 국사를 숭상하는 마음에서 조각하였을 것이라는 추정이 가능하다.
충지와 관련된 내용과 더불어 조각 기법이 형식적인 점으로 보아 고려 후기인 13세기경에 만들어진 작품으로 추정된다.

## 참고 문헌
- 장흥구룡리마애여래좌상 - 국가유산청 국가유산포털